# Авангард (Бзів)
Футбольний клуб «Авангард» (Бзів) — український аматорський футбольний клуб із села Бзів Київської області, заснований у 2016 році. Виступає у Чемпіонаті України серед аматорів. Домашні матчі приймає на стадіоні «Прогрес» в смт. Баришівка.

## Історія
Футбольний клуб заснований у 2016 році.

## Досягнення
- Чемпіонат Київської області
  - Чемпіон: 2017, 2018, 2019
- Кубок Київської області
  - Фіналіст: 2017
- Суперкубок Київської області
  - Володар: 2017.